# Boeing X-45
Die Boeing X-45 Spiral war ein unbemanntes Kampfflugzeug (englisch: Unmanned Combat Air Vehicle; UCAV), das zur Demonstration einer möglichen  nächsten Generation von autonomen Kampfflugzeugen von Boeing Phantom Works Anfang der 2000er Jahre entwickelt wurde.
Die X-45 wurde von Boeing Integrated Defense Systems hergestellt und war Teil des J-UCAS Projekts (Joint Unmanned Combat Air System) der DARPA. Nach dem Abbruch des Programms entwickelte Boeing die X-45C zur Phantom Ray weiter.

## Entwicklung
Boeing entwickelte die X-45 aus Forschungsergebnissen, die bei der Entwicklung des Boeing Bird of Prey erzielt wurden. Die X-45 hat einen extrem flachen Triebwerkseinlass, der sich nahe der Vorderkante des Flugzeuges befindet. Der Rumpf geht in den Lambdaflügel über, in dem sich auch schmale Abgasauslässe befinden. Die X-45 hat kein Seitenleitwerk – die geteilten Querruder an den Flügelspitzen fungieren als asymmetrische Luftbremse, die als Ruder genutzt wird.

### Modelle
Boeing baute zwei verkleinerte X-45A, um zu zeigen, dass das Konzept funktionierte. Die größere X-45B wurde später zur X-45C modifiziert und für eine erhöhte Reichweite (bis zu 1.930 km) mit größeren Treibstofftanks ausgestattet. Die Vorderkante der Flügel erstreckte sich von der Flügelspitze bis an die Nase des Flugzeuges, ähnlich wie bei der Northrop B-2. Die erste X-45C sollte ursprünglich bis 2006 fertiggestellt werden, sodass 2007 mit den Leistungsdemonstrationen hätte begonnen werden können. Boeing hoffte, dass bis 2010 die automatische Luftbetankung durch eine Boeing KC-135 funktionsfähig sein würde. Boeing war mit einer Attrappe der X-45C bereits auf einigen Airshows vertreten. Eine als X-45N bezeichnete und für den Marine-Einsatz angepasste Version wurde als Mock-up auf der Farnbourough International 2006 gezeigt.

### Finanzierung
Im Oktober 2004 erhielt der X-45C Projektteil 767 Millionen US-Dollar von der DARPA, um die drei Flugzeuge zu bauen und zu testen. Im Juli 2005 bezahlte die DARPA weitere 175 Millionen US-Dollar, um das Projekt fortzusetzen und die autonome Luftbetankung zu entwickeln. Am 2. März 2006 entschied sich die United States Air Force, das X-45C Projekt nicht weiterzuführen. Boeing versuchte, das Flugzeug auf die Bedürfnisse der United States Navy auszurichten (X-45N), konnte jedoch auch hier die Konkurrenz nicht schlagen, was das X-45-Programm de facto beendete.

### Flugbetrieb
Die X-45A hatte ihren Erstflug am 22. Mai 2002. Die erste Generation der UCAVs wird hauptsächlich für Luft-Boden- und verteidigenden Luft-Luft-Kampf eingesetzt, wobei ein Pilot per Fernsteuerung immer noch einen großen Teil der Steuerung übernimmt. Am 18. April 2004 wurde ein erster Bombenabwurfstest auf der Edwards Air Force Base erfolgreich durchgeführt.
Am 4. Februar 2005, auf ihrem 50. Flug, starteten die X-45A in Patrouillenformation und wurden dann auf die Präsenz eines Ziels hingewiesen. Die X-45A stellten daraufhin automatisch fest, welches Flugzeug die optimale Position, Bewaffnung und Treibstoffmenge hatte, um das Ziel entsprechend anzugreifen. Nach diesem Prozess änderte eine X-45A ihren Kurs und der überwachende Pilot gab die Freigabe zum Angriff auf eine simulierte Flugabwehrstellung. Nach diesem erfolgreichen Angriff erkannten die X-45A selbstständig ein weiteres verstecktes Ziel, und eine zweite X-45A zerstörte es. Dieser Test demonstrierte, wie die Flugzeuge autonom als Team arbeiten und ihre Ressourcen verwalten. Außerdem wurde gezeigt, dass unentdeckte Ziele automatisch erkannt und vernichtet werden können, was deutlich schwerer ist als der Angriff auf ein fest programmiertes Ziel.

## Technische Daten

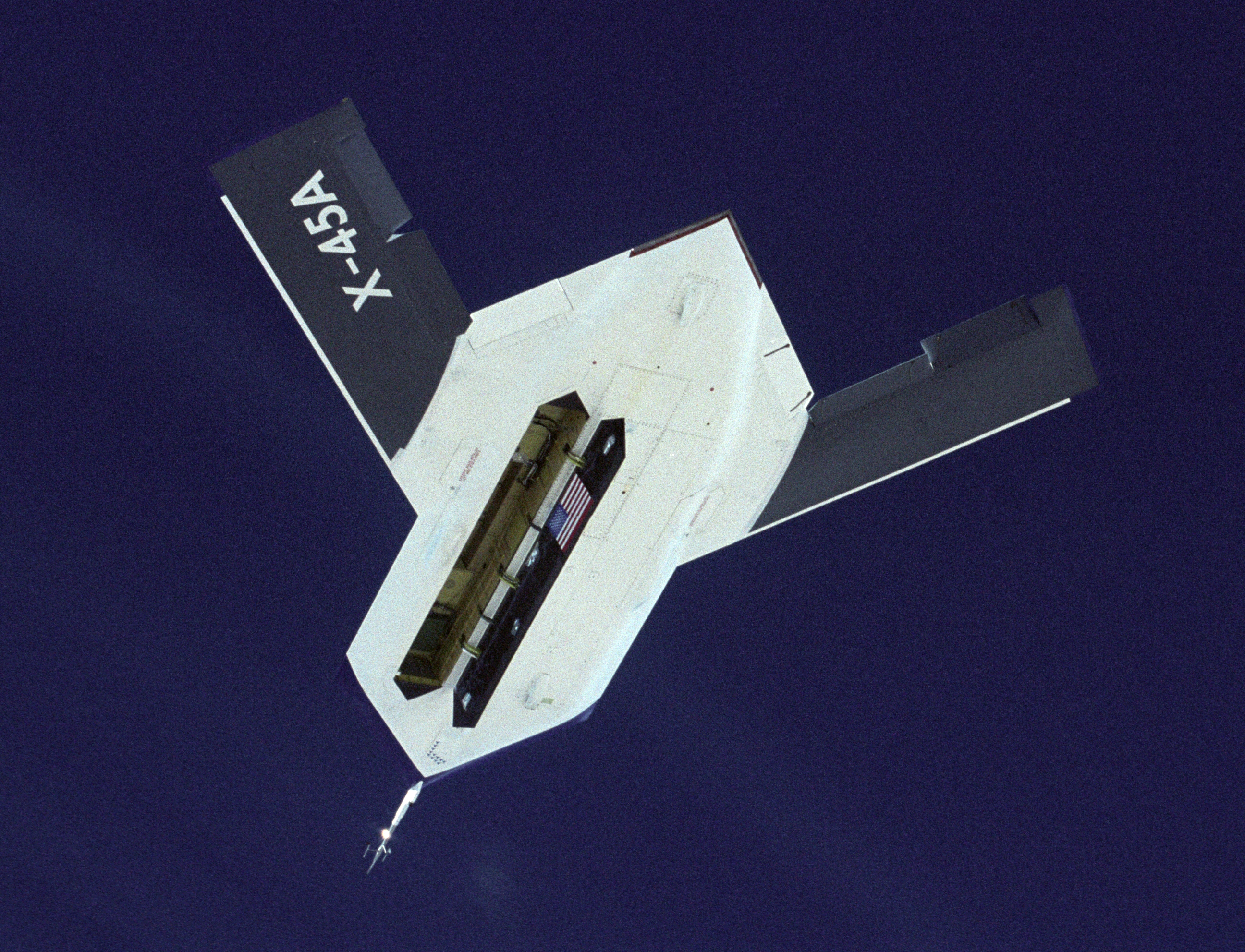
Unterseite einer X-45A mit geöffnetem Waffenbuchttor

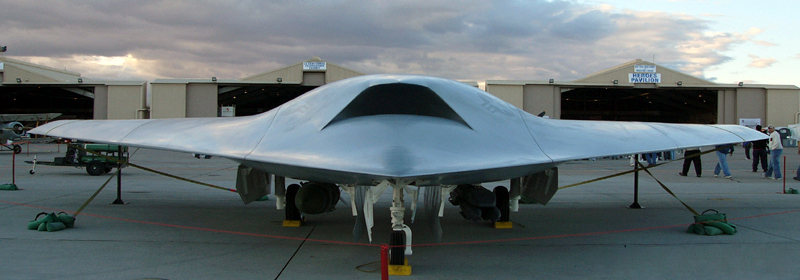
Die neue, größere X-45C

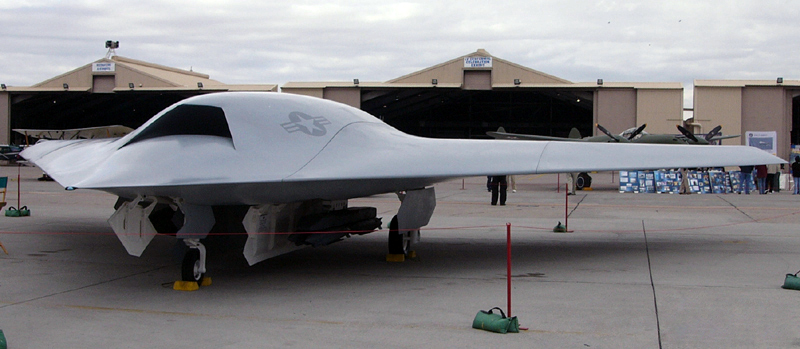
Die X-45C von der Seite

| Kenngröße               | Daten der X-45A                                    | Daten der X-45C                                        |
| ----------------------- | -------------------------------------------------- | ------------------------------------------------------ |
| Typ:                    | Unbemanntes Kampfflugzeug                          | Unbemanntes Kampfflugzeug                              |
| Länge:                  | 8,08 m                                             | 11,89 m                                                |
| Flügelspannweite:       | 10,23 m                                            | 14,90 m                                                |
| Höhe:                   | 1,15 m                                             | 2,14 m                                                 |
| Leergewicht:            | 3.628 kg                                           | 8.165 kg                                               |
| maximales Startgewicht: | 6.804 kg                                           | 16.555 kg                                              |
| Höchstgeschwindigkeit:  | ca. Mach 1                                         | ca. Mach 1                                             |
| Marschgeschwindigkeit:  | ca. Mach 0,85                                      | ca. Mach 0,85                                          |
| Dienstgipfelhöhe:       | unbekannt                                          | 12.190 m                                               |
| Einsatzradius:          | ca. 1.200 km                                       | 2.220 km                                               |
| Bewaffnung:             | 900 kg Bombenlast in einem Waffenschacht           | 2.041 kg Bombenlast in zwei Waffenschächten            |
| Triebwerk:              | Ein Allied Signal F124-GA-100-Mantelstromtriebwerk | Ein General Electric F404-GE-102D-Mantelstromtriebwerk |
| Schub:                  | 27,96 kN                                           | 50,03 kN                                               |